# 国道167号

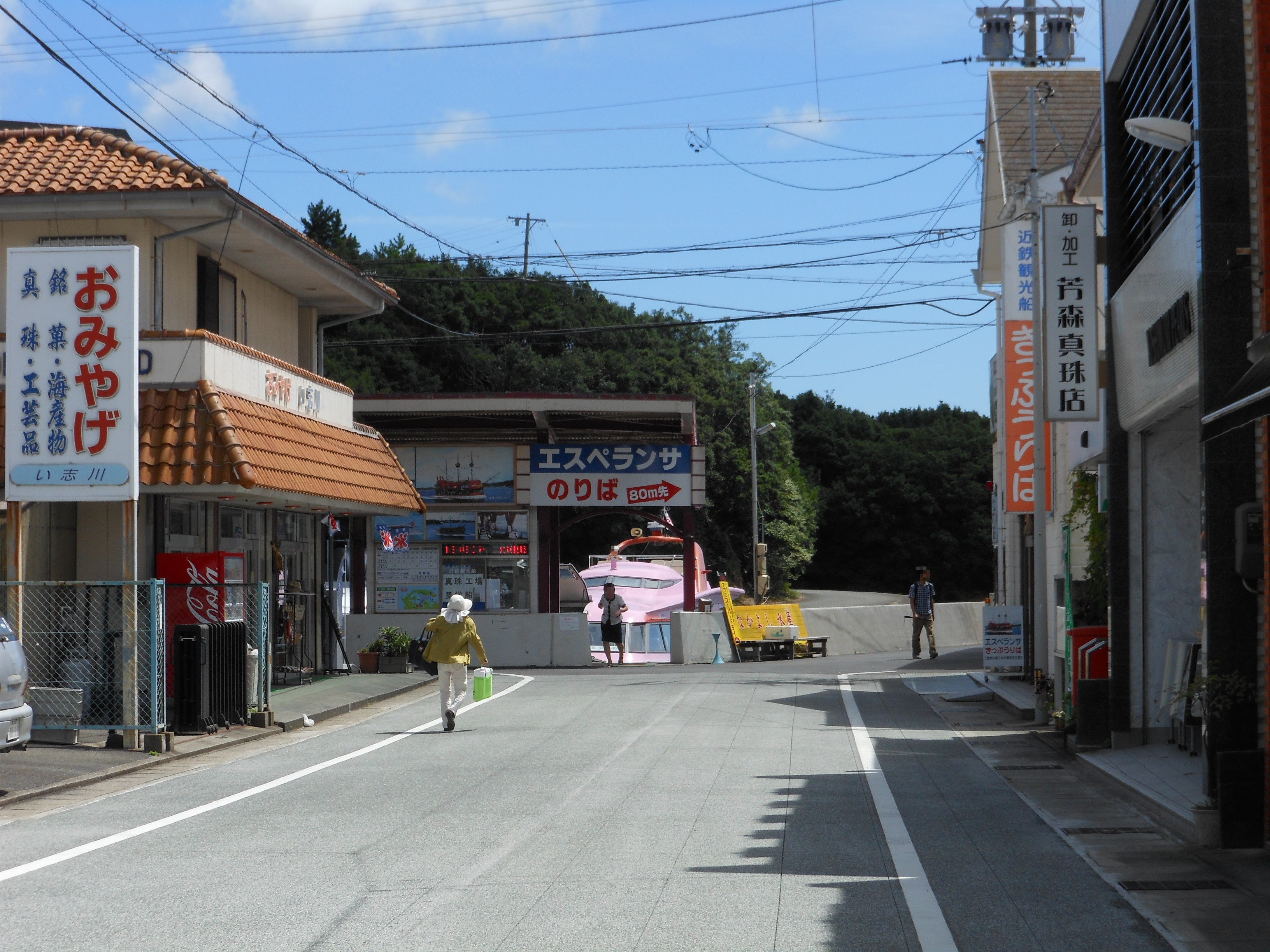
国道167号起点付近
三重県志摩市の賢島港
志摩市各所を結ぶ船が出ている。
（国道260号 起点）

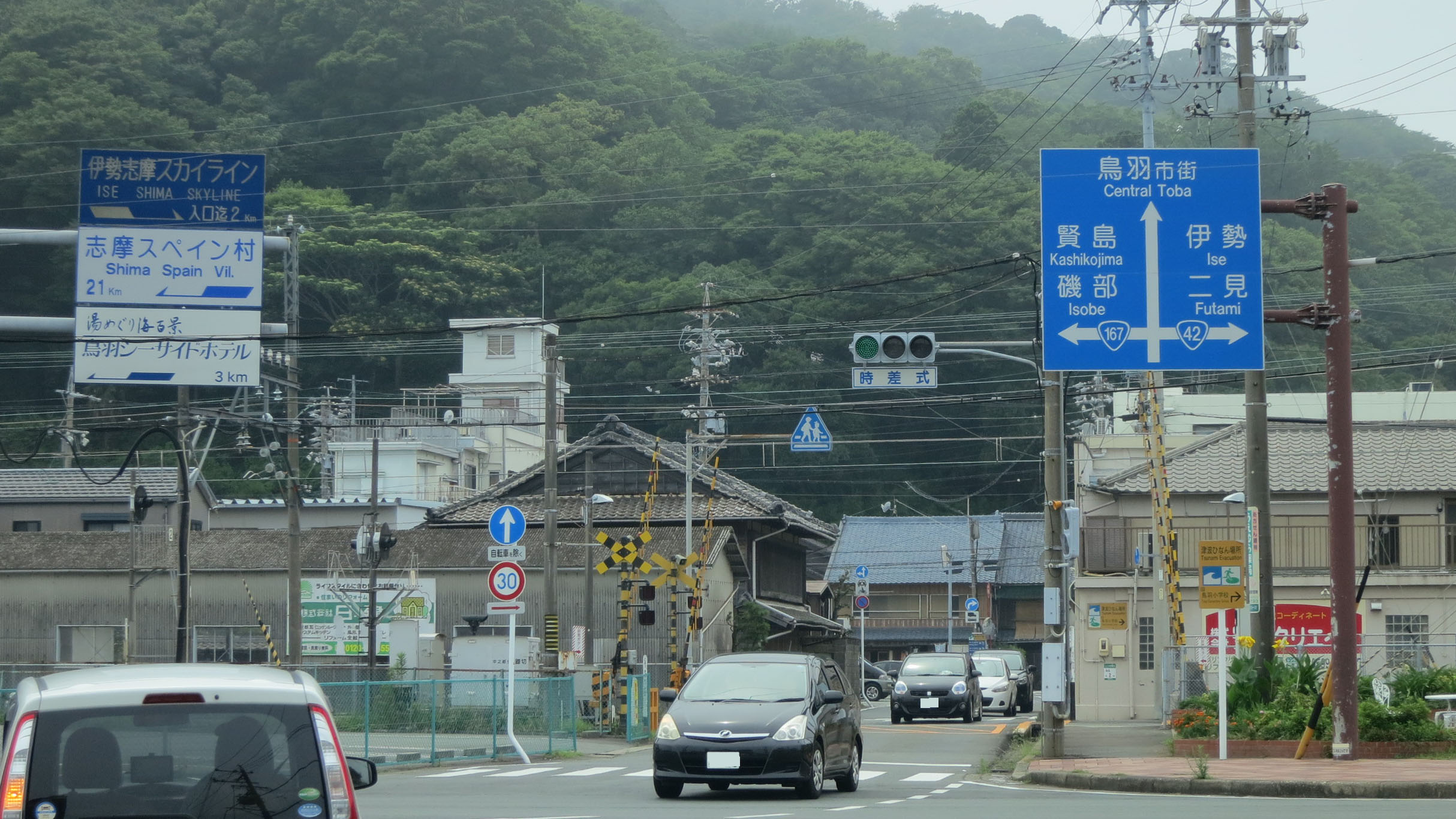
国道42号（重複区間）との分岐
三重県鳥羽市 中之郷交差点

国道167号（こくどう167ごう）は、三重県志摩市から伊勢市に至る一般国道である。

## 概要
三重県内で完結する一般国道で、志摩半島の英虞湾に浮かぶ賢島から半島を北上して伊勢湾口に面した鳥羽市を経て、伊勢市を走る国道23号南勢バイパス交点（通町IC）と結ぶ延長約54 kmの路線である。鳥羽市の鳥羽港付近にある中之郷交差点 - 終点・南勢バイパス通町ICの約13 km区間は、国道42号と重用する。鳥羽南・白木ICから伊勢二見鳥羽ラインの松下JCTとを結ぶ第二伊勢道路は、国道167号のバイパス道路で、自動車専用道路でもある。経路は、ほぼ近鉄志摩線と並行するルートをたどる。志摩、鳥羽、二見浦などの三重県を代表する観光地を巡る道路であるとともに、伊勢・志摩を結ぶ地域住民の生活・経済を支える重要な主要幹線道路でもある。

### 路線データ
一般国道の路線を指定する政令に基づく起終点および重要な経過地は次のとおり。
- 起点：三重県志摩郡阿児町[注釈 2]（国道260号起点）
- 終点：伊勢市（通町IC交差点 = 国道23号交点、国道42号・三重県道102号伊勢二見線上）
- 重要な経過地；鳥羽市
- 総延長 : 53.5 km（重用延長を含む。）[2][注釈 3]
- 重用延長 : 13.1 km[2][注釈 3]
- 未供用延長 : なし[2][注釈 3]
- 実延長 : 40.4 km[2][注釈 3]
  - 現道 : 31.2 km[2][注釈 3]
  - 旧道 : 9.2 km[2][注釈 3]
  - 新道 : なし[2][注釈 3]
- 指定区間：なし[3]

## 歴史
- 1953年（昭和28年）5月18日 - 二級国道167号賢島宇治山田線（三重県志摩郡神明村[注釈 4] - 宇治山田市[注釈 5]）として指定施行[4]。
- 1960年（昭和35年）6月20日 - 政令改正に伴い、二級国道167号賢島伊勢線（三重県志摩郡阿児町[注釈 2] - 伊勢市）として指定施行[5]。
- 1965年（昭和40年）4月1日 - 道路法改正により一級・二級区分が廃止されて一般国道167号として指定施行[6]。
- 1993年（平成5年）4月1日 - 和歌山市から津市に至る路線であった国道42号が浜松市から和歌山市に至る路線に変更されたことに伴い、鳥羽市から伊勢市の区間が同国道との重複区間となる[7]。
- 2017年（平成29年）12月17日 - 鵜方磯部バイパス全線開通[8]。
- 2025年（令和7年）3月23日 - 磯部バイパス開通[9]。

## 路線状況

### 通称
- 鳥羽道

志摩市の近鉄志摩線 上之郷駅付近ある伊雑宮を発し、鳥羽を経て現在の三重県道37号鳥羽松阪線に沿って堂坂峠を越えて伊勢神宮内宮に至る旧街道である。本路線とは上之郷駅付近から沓掛駅付近を除いて概ね一致している。

### バイパス
- 伊勢志摩連絡道路
  - 鵜方磯部バイパス（2017年（平成29年）12月17日全線開通[8]）
  - 磯部バイパス（2025年（令和7年）3月23日開通[9]）
  - 第二伊勢道路

#### 重複区間
- 国道260号（志摩市阿児町神明（起点） - 志摩市阿児町鵜方）
- 国道259号（鳥羽市鳥羽3丁目・中之郷交差点 - 鳥羽市鳥羽3丁目・鳥羽水族館南交差点）
- 国道42号（鳥羽市鳥羽3丁目・鳥羽水族館南交差点 - 伊勢市通町・通町IC交差点（終点））

### 道路施設

#### 橋梁
- 賢島橋（志摩市）
- 田城橋（河内川、鳥羽市）
- 船津橋（加茂川、鳥羽市）
- 幸丘橋（加茂川、鳥羽市）
- 佐田浜橋（近鉄志摩線・参宮線、鳥羽市、国道42号重複区間内）
- 西の辻橋（紙漉（かみすき）川、鳥羽市、国道42号重複区間内）
- 堀通橋（堀通川、鳥羽市、国道42号重複区間内）
- 池の浦橋（参宮線、伊勢市、国道42号重複区間内）
- 江川橋（五十鈴川派川、鳥羽市、国道42号重複区間内）
- 汐合大橋（五十鈴川、鳥羽市、国道42号重複区間内）

#### トンネル
- 磯部トンネル：延長413 m、1995年（平成7年）竣工、志摩市
- おうむ石トンネル：延長1.823 m[11]、2024年（令和6年）竣工、志摩市
- 白木トンネル：延長822 m、2012年（平成24年）竣工、鳥羽市
- 鳥羽河内トンネル：延長3,260 m、2013年（平成25年）竣工、鳥羽市
- 堅神トンネル：延長481年 m、2012年（平成24年）竣工、鳥羽市
- 朝熊（あさま）トンネル：延長481 m、2011年（平成23年）竣工、伊勢市
- 新二見トンネル：延長213 m、1970年（昭和45年）竣工、伊勢市（国道42号重複区間内）

#### 道の駅
- 伊勢志摩（志摩市磯部町穴川）

### 利用状況
2005年のデータ（平成17年度道路交通センサスによる）
| 地点             | 24時間交通量 | 24時間交通量 |
| 地点             | 平日         | 休日         |
| ---------------- | ------------ | ------------ |
| 志摩市阿児町神明 | 5,731台      | 4,760台      |
| 志摩市阿児町鵜方 | 20,986台     | 20,209台     |
| 志摩市磯部町迫間 | 11,901台     | 11,020台     |
| 志摩市磯部町五知 | 7,296台      | 6,047台      |

## 地理

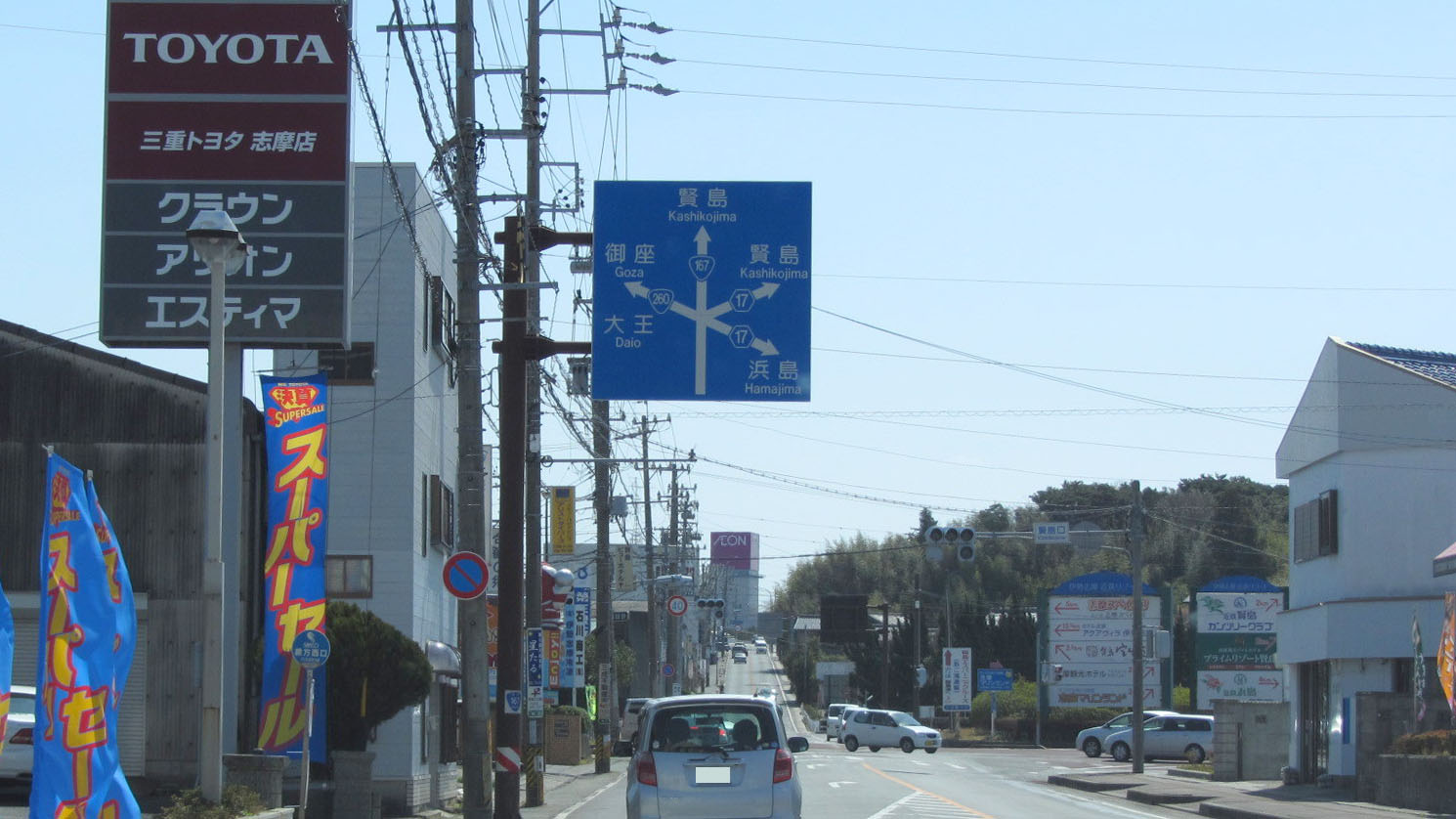
国道260号との分岐
三重県志摩市阿児町

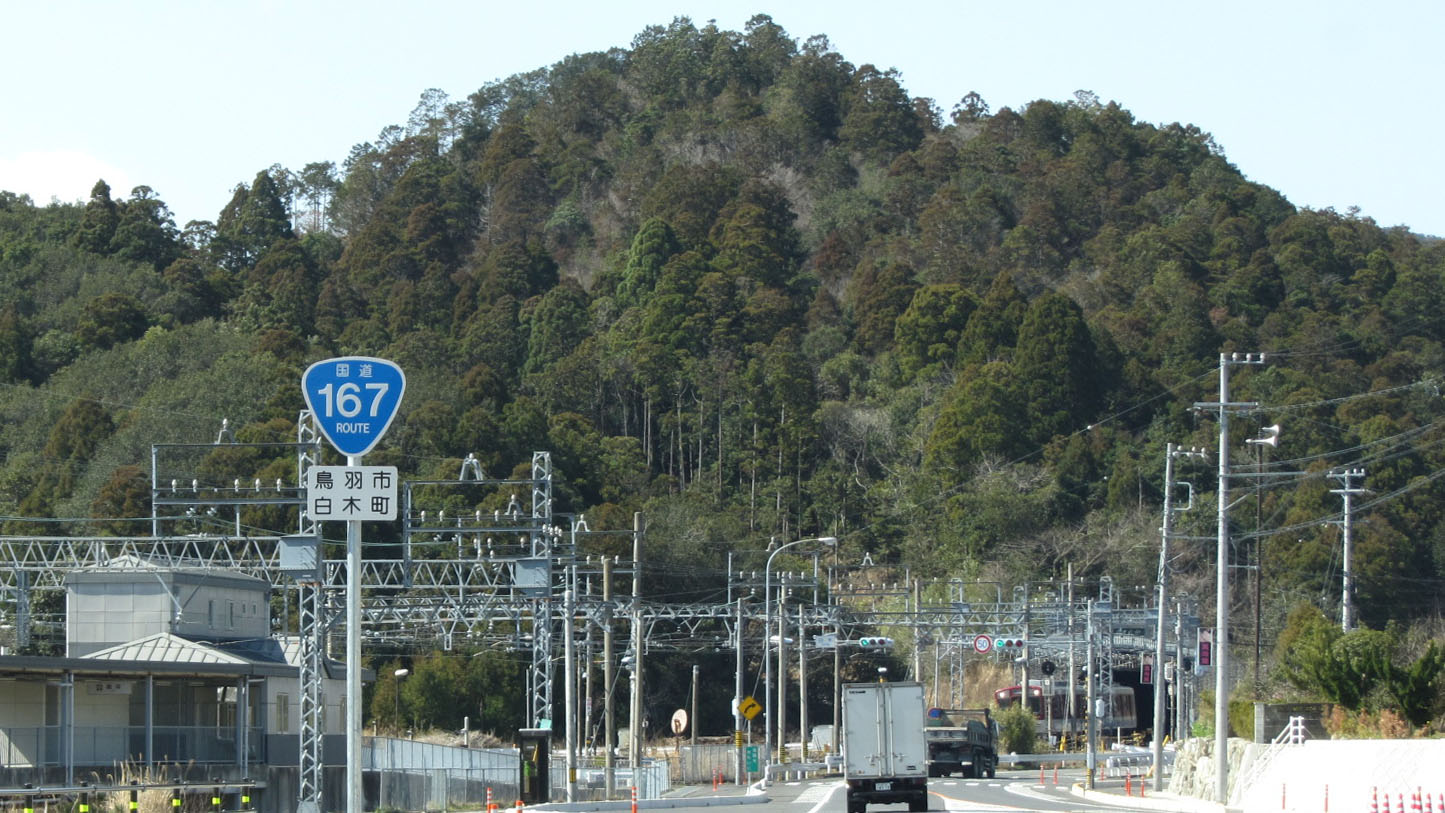
三重県鳥羽市白木町
（2011年3月）

### 通過する自治体
- 三重県
  - 志摩市 - 鳥羽市 - 伊勢市

### 交差する道路
| 交差する道路                                                                       | 市町村名 | 交差する場所           | 交差する場所             |
| ---------------------------------------------------------------------------------- | -------- | ---------------------- | ------------------------ |
| 国道260号 重複区間起点                                                             | 志摩市   | 阿児町神明             | 起点                     |
| 三重県道17号浜島阿児線                                                             | 志摩市   | 阿児町神明             |                          |
| 三重県道17号浜島阿児線                                                             | 志摩市   | 阿児町鵜方             |                          |
| 三重県道128号鳥羽阿児線 / パールロード                                             | 志摩市   | 阿児町鵜方             | 安乗口交差点             |
| 国道260号 重複区間終点                                                             | 志摩市   | 阿児町鵜方             |                          |
| 三重県道16号南勢磯部線                                                             | 志摩市   | 磯部町迫間             | 高塚交差点               |
| 三重県道32号伊勢磯部線                                                             | 志摩市   | 磯部町恵利原           | 恵利原アメニティ前交差点 |
| 三重県道61号磯部大王線                                                             | 志摩市   | 磯部町恵利原           | 伊勢道路入口交差点       |
| 三重県道47号鳥羽磯部線                                                             | 志摩市   | 磯部町上之郷           |                          |
| 第二伊勢道路                                                                       | 鳥羽市   | 白木町                 | 鳥羽南・白木IC           |
| 三重県道47号鳥羽磯部線                                                             | 鳥羽市   | 松尾町                 | 松尾北交差点             |
| 三重県道750号阿児磯部鳥羽線                                                        | 鳥羽市   | 鳥羽4丁目              | 安楽島大橋北交差点       |
| 国道259号 重複区間起点                                                             | 鳥羽市   | 鳥羽3丁目              | 中之郷                   |
| 国道42号 重複区間起点 国道259号 重複区間終点                                       | 鳥羽市   | 鳥羽3丁目              | 鳥羽水族館南交差点       |
| 伊勢志摩スカイライン                                                               | 鳥羽市   | 鳥羽1丁目              |                          |
| 三重県道37号鳥羽松阪線                                                             | 鳥羽市   | 堅神町                 | 堀通橋南詰交差点         |
| 伊勢二見鳥羽ライン                                                                 | 伊勢市   | 朝熊町（あさまちょう） | 鳥羽IC交差点 鳥羽IC      |
| 三重県道102号伊勢二見線                                                            | 伊勢市   | 二見町茶屋             |                          |
| 三重県道102号伊勢二見線 重複区間起点                                               | 伊勢市   | 通町                   | 通町3交差点              |
| 三重県道576号宇治山田港線                                                          | 伊勢市   | 通町                   | 通町1交差点              |
| 国道23号 / 南勢バイパス 国道42号 重複区間終点 三重県道102号伊勢二見線 重複区間終点 | 伊勢市   | 通町                   | 通町IC交差点 / 終点      |

### 交差する鉄道
- 近鉄志摩線
- 参宮線

### 峠
- 五知峠（志摩市 - 鳥羽市）